# Autumn de Wilde
Pour les articles homonymes, voir De Wilde.
Autumn de Wilde (née en 1970 à Woodstock, dans l'État de New York) est une photographe et réalisatrice américaine spécialisée dans les portraits.

## Biographie
Autumn de Wilde est née à Woodstock, dans l'État de New York.Son père, Jerry de Wilde, s'est distingué dans les années 1960 par ses photos de Jimi Hendrix au Festival de Monterey ainsi que d'autres icônes de cette époque. Autumn de Wilde n'a jamais étudié la photographie mais a appris son métier auprès de son père. 
Autumn de Wilde a réalisé des photographies de pochettes d'albums pour des artistes comme The Raconteurs, The White Stripes, Fiona Apple ou Beck. Elle a en outre réalisé des clips vidéos pour Elliott Smith, Spoon et Death Cab for Cutie.
Parmi les personnalités dont elle a réalisé le portrait, on compte Willie Nelson, Sean Watkins, et Wolfmother. Elle a également réalisé des travaux documentaires lors de concerts des Flaming Lips, Spoon, et Arcade Fire. Ses photos ont fait la couverture de magazines comme Spin magazine and in the pages of Rolling Stone, Los Angeles Times, Entertainment Weekly, and The New York Times.
En octobre 2007, elle publie aux États-Unis un recueil de photographies consacré au défunt chanteur américain Elliott Smith.
Elle réalise son premier long métrage, Emma., adaptation du roman homonyme de Jane Austen, avec Anya Taylor-Joy dans le rôle principal, sorti en salle en 2020.
En 2022, elle participe à la création de Dance Fever, cinquième album de Florence + the Machine, en tant que directrice artistique, photographe et réalisatrice des clips de King, Heaven Is Here et Free. En 2025, elle réitère la collaboration en participant au design et à la réalisation de Everybody Scream, le sixième album du groupe britannique.

## Publications
- Elliott Smith, Chronicle Books  (ISBN 978-0811857994)

## Filmographie
- 2020 : Emma.